# Horányi Mária
Horányi Mária (Budapest, 1931. május 12. – 2012. július 2.) magyar jelmeztervező.

## Életpályája
Az ötvenes évek elején Bercsényi Tibortól, Márk Istvántól, Nagyajtay Teréztől tanult szcenikus- és jelmeztervező gyakornokként. Előbb az Ifjúsági és a Petőfi Színháznál dolgozott, majd 1952–1978 között a Fővárosi Operettszínház jelmeztervezője volt. 1962-től dolgozott az MTV által gyártott filmekben, műsorokban.
1989-ben első magyarként jelölték Primetime Emmy-díjra a Disney Sátánkeringő Bécsben című produkcióban jelmeztervezőként nyújtott kiemelkedő teljesítményéért.

## Filmes és televíziós munkái
- Látogató a végtelenből (1989)
- A megközelíthetetlen (1989)
- Labdaálmok (1989)
- A védelemé a szó (1988)
- Az öreg tekintetes (1987)
- Motorbicikli (1987)
- Szarkofág (1987)
- Elveszett paradicsom (1987)
- Hajnalban, délben, este... (1986)
- Az idegen gyermek (1985)
- Vihar a lombikban (1985)
- A hírdetés (1985)
- Appassionata (1984)
- Tériszony (1984)
- Fekete császár (1983)
- Túlsó part (1982)
- Telefonpapa (1982)
- Rang és mód (1981)
- Ha majd mindenünk meglesz... (1981)
- Asszonyok (1981)
- Vendégség (1980)
- Tessék engem elrabolni (1980)
- Indul a bakterház (1980)
- Zenés TV Színház (1971-1979)
- Használt koporsó (1979)
- Egyszál magam (1979)
- Krétakör (1979)
- Január (1978)
- Feltételes vallomás (1978)
- Földünk és vidéke (1978)
- Katonák (1978)
- Hungária kávéház (1977)
- Különös mátkaság (1977)
- Holtvágány (1976)
- Le a cipővel! (1976)
- Inkognitóban Budapesten (1976)
- Férfiak akiket nem szeretnek (1975)
- Nincs többé férfi (1975)
- Zendül az osztály (1975)
- Keresztút (1975)
- Szeptember végén (1974)
- Az éhes hajó (1974)
- Dunakanyar (1974)
- 12 egy tucat (1974)
- Kalandok és figurák (1974)
- Átmenő forgalom (1974)
- Az ozorai példa (1974)
- A nagy üzlet (1974)
- Ágyak a horizonton (1973)
- Sganarelle, avagy a képzelt szarvak (1972)
- A főnök (1972)
- Férfiak mesélik (1972)
- A Stomfay család (1972)
- Jövőbéli históriák (1971)
- A visszaeső bűnös (1971)
- Váratlan találkozások (1971)
- Tündérlaki lányok (1970)
- Komisznak lenni életveszélyes (1970)
- Balzac: Gobseck (1969)
- Párbeszéd a tangóval (1968)
- Marokkói mátkapár (1968)
- Légy ügyes a szerelemben! (1966)
- Az asszony beleszól (1965)
- Iván Iljics halála (1965)
- Színészek a porondon (1963)
- Éjszakai repülés (1963)
- Fáklyaláng (1963)
- A nagy ékszerész (1959)